# Kostel svatého Michaela archanděla (Horní Kounice)
Kostel svatého Michaela archanděla je římskokatolický chrám v obci Horní Kounice v okrese Znojmo. Je chráněn jako kulturní památka České republiky. Je farním kostelem farnosti Horní Kounice.

## Historie
Hornokounická farnost je velice stará, její počátky souvisí se založením komendy řádu johanitů v obci kolem roku 1150. Johanité zde vystavěli kostel a měli zde i špitál. Komenda zanikla pravděpodobně v husitských válkách.
Kostel má pozdně románské jádro z poloviny 13. století. Kolem roku 1673 byla přistavěna sakristie. Původně plochostropá loď byla na konci 18. století zaklenuta a prodloužena, prolomena okna a přistavěna věž. Roku 1845 byla zvětšena sakristie.
Roku 1818 byla nově zastropena loď.
V roce 2010 probíhaly velké opravy kostela (byly prováděny výkopy kolem vnějších zdí kvůli odvlhčení, uvnitř kostela byla provedena sanace zdí, kostel dostal novou elektroinstalaci, ozvučení a topení v lavicích). Zároveň byly restaurovány nejvíce poškozené stropní fresky. V roce 2011 byly opraveny varhany a restaurována freska Panny Marie s Ježíškem z roku 1795, pocházející od malíře Josefa Winterhaltera. V roce 2012 byly v kostele dokončeny opravy stropních maleb andělů.

## Popis
Jedná se o jednolodní stavbu s odsazeným kněžištěm, k níž přiléhá protáhlá obdélníková sakristie a v ose západního průčelí předstupuje hranolová věž. Hladké fasády jsou prolomeny úzkými okny s půlkruhovým záklenkem. Vstup do kostela je podvěžím. Sál je zaklenut pruskými klenbami mezi pasy. Stará část sakristie je zaklenuta valeně s dotýkajícími se výsečemi.

## Zařízení
Na hlavním oltáři je obraz archanděla Michaela od Josefa Winterhaldera mladšího. Volně umístěná pozdně gotická dřevořezba Krista na kříži pochází z počátku 16. století. Ve věži je zavěšen zvon z vlysem datovaný k roku 1476.